# Capilla del Rey (Gibraltar)
La Capilla del Rey es una pequeña capilla en la colonia inglesa de Gibraltar. Está ubicado en el extremo sur de Main Street y linda con la residencia del Gobernador de Gibraltar, The Convent. Lo que hoy es la Capilla del Rey fue la primera iglesia construida expresamente en Gibraltar. Originalmente parte de un convento franciscano, la capilla fue construida en la década de 1530, pero los británicos la entregaron a la Iglesia de Inglaterra después de la captura de Gibraltar en 1704. Sufrió graves daños a finales del siglo XVIII durante el Gran Asedio de Gibraltar y en la explosión de un barco de municiones en el puerto de Gibraltar en 1951, pero fue restaurado en ambas ocasiones. De 1844 a 1990 sirvió como iglesia principal del ejército británico en Gibraltar; desde entonces ha sido utilizado por los tres servicios de las Fuerzas Armadas británicas.

## Historia
Después de que Castilla capturase Gibraltar a los moros en 1462, los frailes de la orden franciscana establecieron una presencia en la ciudad y construyeron allí un convento y una iglesia. Aunque ya existían otras dos iglesias (la Catedral de Santa María la Coronada y el Santuario de Nuestra Señora de Europa), originalmente se habían establecido como mezquitas y los españoles las habían convertido en iglesias cristianas. La iglesia de los franciscanos, al lado del convento, fue, por tanto, la primera iglesia completamente nueva que se construyó en Gibraltar.
En 1704, una fuerza combinada de Gran Bretaña y la República Holandesa capturó Gibraltar durante la Guerra de Sucesión Española. El gobernador británico recién instalado se hizo cargo del convento, conocido como El Convento, como su residencia oficial (para cuyo propósito todavía se utiliza hoy en día). La iglesia franciscana fue entregada a la Iglesia de Inglaterra y pasó a llamarse "La Capilla del Rey". Fue la única institución religiosa que permaneció abierta para los servicios en Gibraltar tras la conquista de la ciudad.
Francis Carter escribió en 1771: "La Iglesia del Convento se mantiene abierta para el Servicio Divino, y es la única en la ciudad, todas las demás capillas y lugares de culto se han convertido en almacenes para gran escándalo de los españoles y inconveniente de los protestantes." Allí se registraron bautismos desde 1769, matrimonios desde 1771 y entierros desde 1780, aunque no se llevó un registro de matrimonios regular hasta 1794.
La capilla se vio gravemente afectada por el Gran Asedio de Gibraltar (1779-1783). Como muchos otros edificios de ladrillo o piedra de la ciudad, fue destinado al servicio militar para albergar tropas y almacenes. El bombardeo español de Gibraltar provocó una destrucción generalizada y la capilla no se salvó; su extremo occidental y su crucero sur fueron destruidos por el fuego enemigo. Fueron reconstruidos después del fin del asedio, pero no en sus formas originales. El extremo occidental de la iglesia y el crucero sur se incorporaron a la residencia del gobernador; el primero se convirtió en el salón de baile y la sala de música del Gobernador, mientras que el crucero se convirtió en el lugar de la escalera principal de la residencia. La capilla actual consta únicamente de la mitad oriental de la iglesia original.[ La nave truncada originalmente se extendía 61 pies (19 m) más allá de donde ahora termina. Antes de que comenzara el bombardeo, la capilla también perdió su campanario, que fue derribado en septiembre de 1779 para negar a los artilleros españoles un punto de mira. El hecho quedó registrado en el diario de un residente del 19 de septiembre de 1779: "La cúpula del Convento Blanco fue derribada, también el arco y la parte superior de la Iglesia del Gobernador". La campana de la capilla no fue devuelta hasta 1995 .

La capilla parece haber sido reabierta para su uso en 1788, según consta en una Orden de Guarnición de ese año. El Gobernador, su personal y otros civiles adoraban allí todos los domingos, con una banda militar que ofrecía música para acompañar los cantos. La capilla era demasiado pequeña para albergar al resto de la guarnición, que celebró un desfile en la iglesia al aire libre en lo que ahora es la plaza John Mackintosh. En la década de 1820, la capilla era demasiado pequeña para albergar a la creciente comunidad civil anglicana de Gibraltar. Andrew Bigelow asistió a un servicio allí en 1827, junto con "el gobernador y su séquito, y miembros de la nobleza elegante dentro de la guarnición, y oficiales que no estaban de servicio y que pudieran sentirse dispuestos a asistir". Describió el edificio como "un alojamiento bastante normal" y comentó:
La sencillez de sus paredes y acompañamientos, con la escasez de fieles que normalmente se reúnen allí, ocasiona severas críticas al genio del protestantismo por parte de los católicos supersticiosos. No hay campana en la capilla; y a falta de tal convocatoria, un florecimiento de tambores y pífanos de una banda estacionada en la Plaza Comercial anuncia cuando llega la hora del servicio.
Fue reemplazada para uso general por la Catedral de la Santísima Trinidad, que se completó en 1832, y se convirtió en la capilla privada del Gobernador por un corto período. En 1833 se recibió una orden de Londres para el cierre de la Capilla del Rey, lo que provocó enérgicas protestas en Gibraltar. Se dijo a la congregación que tendrían que pagar el alquiler de un banco de iglesia suficiente para mantener a un capellán militar a un costo de cinco chelines por día. Al parecer no quisieron hacerlo y la capilla fue debidamente cerrada.

La capilla cobró nueva vida en 1844 cuando fue restaurada por los Ingenieros Reales a un costo de £ 340 3s 3¾d para servir como lugar auxiliar de culto para la población civil de Gibraltar. Tanto personal militar utilizaba ahora la Catedral de la Santísima Trinidad que quedaba poco espacio para los civiles. El subsecretario militar de la época resumió la situación en una carta del 8 de marzo de 1844:
Cuando el Gobernador asumió el gobierno, encontró la Capilla del Convento en un estado abandonado, oscuro e insalubre y una molestia sepulcral para la residencia... El Obispo y Archidiácono declararon al Gobernador que la comunidad protestante en general experimentó grandes inconvenientes. de que la Catedral estuviera tan llena de militares que no quedaba suficiente espacio para la congregación civil. Por lo tanto, el Gobernador solicitó y obtuvo permiso para restaurar la Capilla como auxiliar o Capilla de Acomodación de la Catedral, y no, como hasta ahora, como el único lugar de culto de la Guarnición.
Su nombre se cambió a Capilla de la Reina durante el reinado de la reina Victoria, pero se revirtió después de su muerte y permaneció sin cambios cuando Isabel II accedió al trono en 1952. En 1944 se propuso brevemente que se le cambiara el nombre a "Iglesia Guarnición de San Francisco", pero este nombre nunca tuvo éxito.
La Capilla del Rey fue restaurada en 1877 gracias a los esfuerzos de la esposa del gobernador interino y se instalaron nuevas vidrieras. En 1887, se instaló polémicamente un órgano, construido por Bevington & Sons, Soho, en la esquina noroeste de la capilla, contrariamente a los deseos de los capellanes, que querían que se instalara en la esquina opuesta pero fueron rechazados por el Gobernador John Adye. Al año siguiente, cuando se descubrió que el techo necesitaba reparaciones urgentes, se decidió transferir la responsabilidad de la capilla a la Oficina de Guerra para que las reparaciones pudieran continuar.
La capilla sobrevivió ilesa a ambas guerras mundiales, aunque la catedral fue bombardeada en septiembre de 1940. Sin embargo, sufrió graves daños el 27 de abril de 1951 por la explosión accidental del RFA Bedenham en el puerto de Gibraltar. El barco de municiones fue destruido después de que explotó en Gun Wharf (ahora Queensway Quay Marina) mientras se descargaba, matando a 13 personas y causando daños masivos en toda la ciudad. La Capilla del Rey sufrió la destrucción del techo de su nave y de todas sus vidrieras.

## Restauración
La restauración de la capilla vio la creación de nuevas vidrieras que se instalaron en 1952. La ventana en el crucero norte representa al rey Jorge VI, mientras que la del muro este muestra a Cristo en gloria rodeado por los arcángeles Rafael, Gabriel, Uriel y Miguel. La crucifixión se representa a continuación, con la Virgen María y San Bernardo, el santo patrón de Gibraltar, a cada lado. Otros paneles en la ventana representan a fieles de las Fuerzas Armadas Británicas, miembros de la Orden Franciscana, la captura de Gibraltar en 1704, San Jorge, las Armas Reales y el escudo del ejército británico. La capilla alberga muchos monumentos a los miembros de las Fuerzas Armadas británicas, así como las tumbas y monumentos conmemorativos de varios gobernadores y sus esposas.
Hoy en día, la capilla es utilizada con tres servicios por el ejército, la Royal Navy y la Royal Air Force. Los tres servicios habían utilizado anteriormente diferentes iglesias en Gibraltar: la Capilla del Rey para el Ejército, la Santísima Trinidad para la Armada y la Capilla de San Miguel en la RAF Gibraltar para la Royal Air Force. Este acuerdo terminó en 1990 cuando un capellán residente de la Royal Navy fue destinado a King's Chapel para brindar capellanía a los tres servicios, con el apoyo del clero civil. Los católicos romanos también utilizan la capilla para los servicios regulares. Está abierto al público todos los días.